# Alfonso de Elías
Alfonso de Elías (* 30. August 1902 in Mexiko-Stadt; † 1984 ebenda) war ein mexikanischer Komponist.

## Leben und Wirken
Elías studierte von 1915 bis 1927 am Nationalkonservatorium von Mexiko und gewann dort den ersten Preis im nationalen Klavierwettbewerb. Ab 1958 unterrichtete er Klavier, Harmonielehre und Komposition an der Universität von Mexiko, seit 1963 auch am Nationalkonservatorium. Daneben wirkte er als Organist an den Kirchen Santa Brígida und San Francisco.
Er komponierte drei Sinfonien, ein Ballett, ein Triptychon für Orchester, zwei Streichquartette, Stücke für Cello und Klavier, eine Violinsonate, eine Suite nupcial für Tenor, Orgel und Orchester, drei Messen und Motetten, Kammermusik, Klavierwerke und Lieder.
| Personendaten    | Personendaten           |
| ---------------- | ----------------------- |
| NAME             | Elías, Alfonso de       |
| KURZBESCHREIBUNG | mexikanischer Komponist |
| GEBURTSDATUM     | 30. August 1902         |
| GEBURTSORT       | Mexiko-Stadt            |
| STERBEDATUM      | 1984                    |
| STERBEORT        | Mexiko-Stadt            |